# Миделкерке
Миделкерке (на нидерландски: Middelkerke) е селище в Северозападна Белгия, окръг Остенде на провинция Западна Фландрия. Населението му е около 17 800 души (2006).